# 北镇天主教堂
北镇天主教堂为天主教辽宁教区辽西南铎区所属的一座天主教堂，原位于辽宁省北镇市古城内鼓楼东、天主教堂胡同中部，现已被围合在城市居民区院内。
该教堂初建于清光绪十二年（1886），与位于长兴店范屯、闾阳街内的教堂均为法国传教士亿若翰主持修建，建筑坐北向南，南北长24米，东西宽9.4米，总占地面积3300平方米，以矮条石砌基，上部以青砖砌筑，并以灰瓦硬山顶覆盖，拱形主入口设于南部的钟楼之下。教堂西北原建有与之相通的神文房，西侧原建有正房、西厢房等其他附属用房，现均已不存。